# Operação Leão Marinho

Mapa em italiano com o planejamento das áreas de desembarque da Operação Leão Marinho

Operação Leão Marinho (em alemão:  Unternehmen Seelöwe) foi um plano de invasão do Reino Unido pelas forças alemãs em 1940 objetificando a ascensão de um novo monarca submisso ao nazismo, após a derrota da França, da Holanda, Bélgica e de Luxemburgo na II Guerra Mundial, plano este que acabou não se concretizando graças às derrotas nazistas nas batalhas aéreas preparatórias para a invasão A Batalha da Grã-Bretanha, levando a morte de 388 mil pessoas, dentre as quais 62 mil civis.

## Planejamento
Após a Queda da França, a Alemanha acreditava que a guerra estava ganha, mas os britânicos se recusavam a abrir negociações de paz. Adolf Hitler então deu ordens de que fosse feito um planejamento para a invasão das ilhas através do Canal da Mancha, que ficou a cargo do Grande Almirante Erich Raeder, comandante da Kriegsmarine, a marinha de guerra alemã
O plano, para ser levado a cabo, estipulava como prioridade a eliminação da força da Marinha Real e da RAF, a destruição das defesas costeiras da Inglaterra e a prevenção contra submarinos quando da travessia do canal pelas tropas alemães e previa, como consequência disso, um desembarque de 67 mil homens numa área entre Dorset e Kent, apoiados por tropas pára-quedistas.
Isto colocado, a responsabilidade pelo sucesso da invasão ficava colocada nos ombros da Kriegsmarine de Raeder - pessimista e contrário à invasão por acreditar na desproporção entre meios e objetivos - e da Luftwaffe do Reichsmarschall Hermann Goering - que jurava que sua Força Aérea varreria a RAF do mapa. A Alemanha Nazi contava com o fornecimento de peças para os foguetes V-2, células de selênio para Retificadores secos, rádios de alta frequência e demais equipamento de comunicação de curta distância e infra-estrutura logística de contato fornecidos pela ITT que na época era subsidiária da Radio Corporation of America.

## Cancelamento

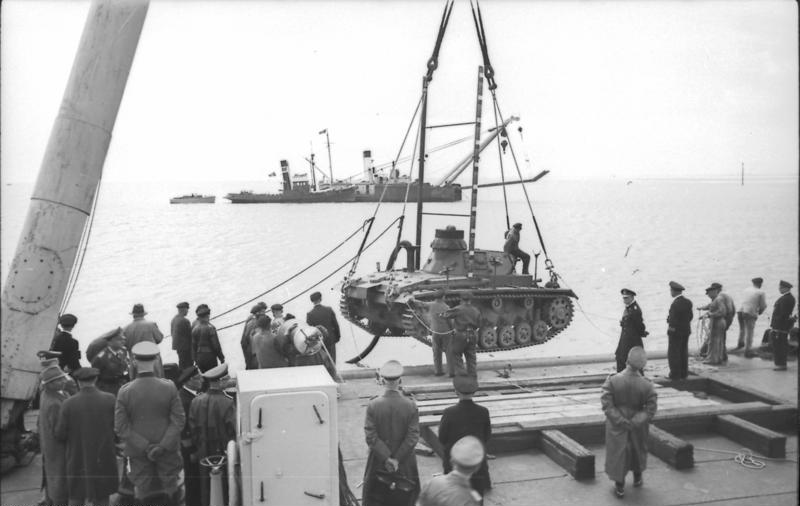
Um Panzer III Tauchpanzer realizando testes; o navio-guindaste Viper, que daria apoio às operações do Tauchpanzer está ao fundo

As batalhas aéreas travadas entre os alemães e os britânicos durante o verão de 1940, em que a corajosa defesa dos céus das Ilhas feitas pela numericamente inferior RAF impediu o decisivo domínio aéreo da Luftwaffe, causou a decisão de Goering de trocar os bombardeios técnicos sobre instalações de defesa e fábricas de armamento por bombardeios de terror sobre alvos civis, o que, apesar da causar um grande número de mortes, incêndios e destruição nas maiores cidades britânicas, aliviou a capacidade de produção da indústria de guerra de Sua Majestade, cada vez mais fortalecida, levando a um impasse a execução do Plano Leão Marinho. Em setembro ele foi adiado pela primeira vez, em outubro novamente adiado e remarcado para a primavera de 1941.
Com as atenções de Adolf Hitler voltadas para a invasão da Rússia e a Operação Barbarossa, a invasão deixou de ser o foco principal do esforço de guerra alemão. Apesar do adiamento, ele acreditava que a Grã-Bretanha pediria a paz após o esmagamento da URSS pelas tropas nazistas, ao se sentir completamente isolada e sem ajuda na Europa. Porém, a entrada na guerra dos Estados Unidos no final de 1941 somado às derrotas alemãs às portas de Moscou acabaram colocando o plano de invasão fora da realidade pela impossibilidade de uma luta em duas frentes e, no começo de 1943, Hitler o cancelou definitivamente.

## Fato
Caso o plano de invasão tivesse sido bem sucedido, seis Einsatzgruppen, os comandos da morte da SS nazista, estavam a postos para seguir as tropas da Wehrmacht com uma lista de 2 820 pessoas do governo e da sociedade britânica que deveriam ser imediatamente presos e executados, entre elas Winston Churchill, Virginia Woolf e H.G.Wells, lista que ficou conhecida depois da guerra como Livro Negro.